# Шалом, Сильван
Сильван Шалом (ивр. סילבן שלום‎, родился в 1958, Габес, Тунис) — израильский политический и государственный деятель, в последнее время министр внутренних дел Израиля и вице-премьер министр в 2015 году.

## Биография
Цион Сильван Моше Шалом родился в Тунисе в семье сефардов. В 1959 году его семья вместе с годовалым Сильваном репатриировалась в Израиль. Вырос в Беер-Шеве, там же окончил экономический факультет университета. Также учился в Тель-Авивском университете на юридическом факультете. Адвокат. Работал журналистом в газете Едиот Ахронот.
В 1992 году избран в Кнессет в списке партии Ликуд. С тех пор избирается в каждый созыв кнессета.
В 1997 был назначен заместителем министра обороны, а на следующий год — министром науки и технологий в первом правительстве Биньямина Нетанияху. В 2001—2003 являлся министром финансов и заместителем премьер-министра Ариэля Шарона. Во втором правительстве Шарона (2003) назначен министром иностранных дел. В 2006 году председатель Ликуда Шарон вышел из своей партии и сформировал отдельную партию Кадима, а Сильван Шалом уволился с министерского поста вследствие выхода Ликуда из коалиции.
После победы Ликуда на выборах (2009), Сильван Шалом был назначен министром регионального сотрудничества, развития Негева и Галилеи и вице-премьером во втором правительстве Биньямина Нетанияху. Он сохранил свой пост также и в третьем правительстве Нетанияху (2013), но без звания вице-премьера, поскольку в этом правительстве заместители премьер-министра не назначались по коалиционным соображениям.
После утверждения Кнессетом нового состава правительства в 2015 году, назначен министром внутренних дел.
Сильван Шалом живёт в Рамат-Гане. Женат на дочери владельца газеты Едиот Ахронот и телеведущей Джуди Шалом Нир Мозес. У супругов трое общих детей, а также двое сыновей Джуди от её первого мужа Амирама Нира, погибшего в авиакатастрофе.